# Billy Root
William Root (6 de marzo de 1934 - 30 de julio de 2013) fue un saxofonista tenor y barítono de jazz. 

## Primeros años de vida
Se crio en una familia de músicos; su padre tocaba la batería en conjuntos de Filadelfia. 

## Carrera
Root comenzó a tocar profesionalmente a principios de la década de 1950, con Roy Eldridge, Hal McIntyre, Red Rodney, Bennie Green y Buddy Rich. Más adelante en la década trabajó extensamente con Stan Kenton, Dizzy Gillespie, Hank Mobley, Lee Morgan y Curtis Fuller. Como miembro de un sexteto con sede en Filadelfia, las grabaciones en vivo de Root con el trompetista Clifford Brown finalmente se convirtieron en la segunda mitad del álbum de Brown, The Beginning and the End. 
Dirigió sus propios conjuntos desde finales de los años cincuenta. En los años 1960 actuó con Al Gray y Dakota Staton, y en 1968 se instaló en Las Vegas, donde tocó en vivo en casinos durante las siguientes dos décadas.  Grabó un álbum como líder, Live at Capozzoli's con el trompetista Vinnie Tanno, en 1999. El crítico Steve Leowy señaló que, "ya sea lanzando proyectiles o simplemente tocándolo correctamente, Root y Tanno muestran la vitalidad y el brío que recuerdan a una era anterior e inocente, cuando la pasión alegre impregnaba cada nota". 

## Discografía
- Clifford Brown, The Beginning and the End (Columbia, 1973)
- Dizzy Gillespie, Dizzy in Greece (Verve, 1957)
- Dizzy Gillespie, Birk's Works (Verve, 1958)
- Bennie Green, Soul Stirrin' (Blue Note, 1958)
- Al Grey, Dizzy Atmosphere (Speciality, 1957)
- Stan Kenton, Cuban Fire! (Capitol, 1956)
- Stan Kenton, Kenton Live from the Las Vegas Tropicana (Capitol, 1961)
- Hank Mobley, Monday Night at Birdland (Roulette, 1959)
- Hank Mobley, Another Monday Night at Birdland (Roulette, 1959)
- Red Rodney, Red Rodney Returns (Argo, 1959)
- Jack Sheldon, Jack's Groove (GNP, 1961)